# Boissède
Boissède ist eine französische Gemeinde mit 68 Einwohnern (Stand 1. Januar 2022) im Département Haute-Garonne in der Region Okzitanien (zuvor Midi-Pyrénées). Die Einwohner werden als Boissédois bezeichnet.

## Geographie
Umgeben wird Boissède von den vier Nachbargemeinden: 
| Tournan | Cadeillan                                   |           |
|         | Kompassrose, die auf Nachbargemeinden zeigt | Mirambeau |
|         | L'Isle-en-Dodon                             |           |

## Bevölkerungsentwicklung
| Jahr                      | 1962 | 1968 | 1975 | 1982 | 1990 | 1999 | 2009 | 2016 | 2019 |
| ------------------------- | ---- | ---- | ---- | ---- | ---- | ---- | ---- | ---- | ---- |
| Einwohner                 | 81   | 93   | 57   | 65   | 59   | 71   | 83   | 71   | 68   |
| Quelle: Cassini und INSEE |      |      |      |      |      |      |      |      |      |

## Sehenswürdigkeiten
- Kirche Saint-Jean-Baptiste
- Taubenhaus des Schlosses

Siehe auch: Liste der Monuments historiques in Boissède

## Weblinks

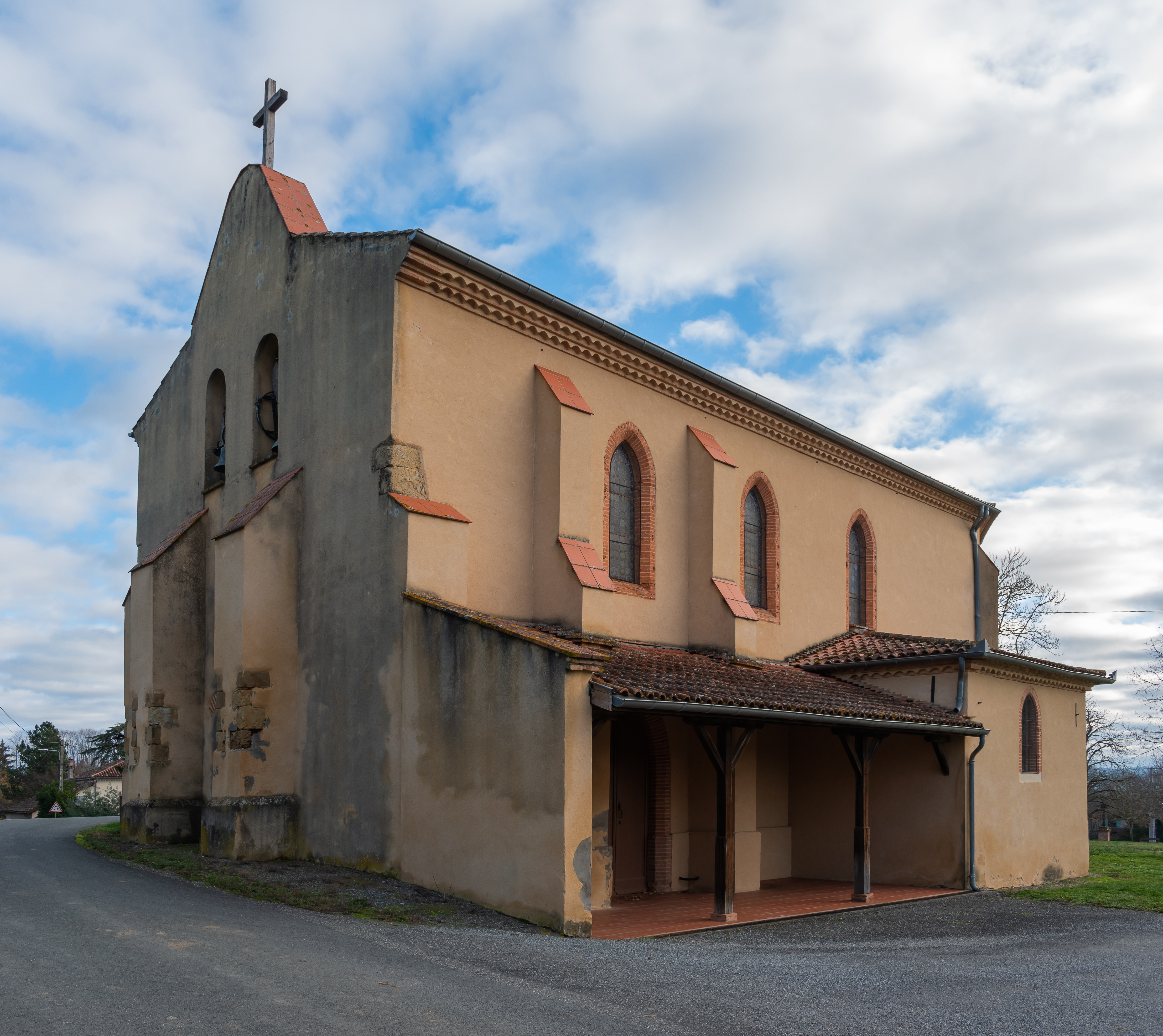
Kirche